# Brandon Heath
Pour l’article homonyme, voir Heath.
Brandon Heath, né le 1er mars 1984 à Los Angeles (États-Unis), est un joueur de basket-ball professionnel américain. Il mesure 1,93 m.

## Université
- ???? - 2007 :  San Diego State University (NCAA)

## Clubs
- 2007 - 2008 :  Orléans (Pro A)

## Palmarès
- 2005 : MVP de la Mountain West Conférence

- 2006 : Elu dans la "First Team" de la Mountain West Conférence

## Sources
- Maxi-Basket